# أوانك (طالقان)
أوانك هي قرية في مقاطعة طالقان، إيران. يقدر عدد سكانها بـ 126 نسمة بحسب إحصاء 2016.